# Panzerschreck
Panzerschreck (Panserskræk) var det folkelige navn for Raketenpanzerbüchse ('raketpanserbøsse', forkortet RPzB), et kaliber 88 mm raketstyr, som blev udviklet af tyskerne under 2. Verdenskrig mod pansrede køretøjer. Et andet øgenavn var Ofenrohr ("kakkelovnsrør").
Panzerschreck blev udleveret til infanteriet for at styrke deres muligheder for at bekæmpe kampvogne. Våbenet var skulderholdt og affyrede en raketdrevet, finnestabiliseret granat med hulladning. Det blev fremstillet i langt mindre antal end Panzerfaust, som var en éngangsdysekanon, som affyrede en hulladning mod pansrede mål.

## Historie
Da tyskerne i 1941 stødte på de nye sovjetiske kampvogne såsom T-34, opdagede de hurtigt hvor effektive de nye højeksplosive anti-tank granater (HEAT), som mange af deres tidlige kampvogne, herunder Panzer IV, var udstyret med, var mod denne nye trussel.
Behovet for et mere effektivt anti-tank våben for infanteriet end Panzerbüchsen (panserværnsrifler) var stort for den tyske hær. Udviklingen af et sådant våben, som benyttede HEAT princippet blev hurtigt sat i gang. Den første model var en konverteret geværgranat til P.z.b 39 panserværnsriflen, som fik betegnelsen G.z.b 39. Den såkaldte Faustpatrone blev udviklet, og den blev senere til Panzerfaust, som var yderst effektiv mod allierede kampvogne, men manglede den fornødne rækkevidde og bredere anvendelsesmuligheder som M1A1 "Bazooka" havde. Under kampene i Afrika erobrede tyske tropper mange allierede bazookaer i Nordafrika og nogle våbenhjælpsversioner på Østfronten. Den tyske hær udviklede hurtigt en forbedret udgave af Bazookaen, som fik navnet Raketenpanzerbüchse, og havde den dobbelte gennemslagskraft og brugte en større 88 mm ladning. Selv om dette var en langt tungere granat end dens allierede modpart, viste den sig effektiv mod allierede kampvogne på alle fronter og gjorde sig fortjent til øgenavnet "panserskræk".
Den første model var RPzB 43, som var 164 cm lang og vejede omkring 9,25 kg uden granat. Når man betjente RPzB 43, måtte man bære et beskyttelsesslag og en gasmaske uden filter for at være beskyttet mod varmen fra raketstrålen, når våbenet blev affyret. I oktober 1943 blev den efterfulgt at RPzB 54, som var udstyret med et beskyttelsesskjold der beskyttede skytten. Denne udgave var tungere, og vejede 11 kg uden granat. Den blev efterfulgt af RPzB 54/1 med forbedret raketmotor, kortere løb og en forøget rækkevidde på omkring 180 meter.
Der blev dannet en masse røg, når en Panzerschreck blev affyret, både foran og bag våbenet. På grund af våbenets rør og røgen kaldte de tyske tropper den for kakkelovnsrøret. Røgen betød, at de som affyrede en Panzerschreck straks blev afsløret, så de øjeblikkelig blev et mål og hurtigt måtte skifte stilling. Det var også problematisk at affyre våbenet fra lukkede rum (såsom bunkers eller huse), da røgen fyldte rummet med giftig røg og straks afslørede våbenets position. Dette var i modsætning til den britiske PIAT's vanskelige, men røgfrie system, eller Panzerfaustens korte brændtid.
Panzerschreck var et effektivt våben. De allieredes bazookaer havde problemer med de nye tyske kampvogne med kraftigere panser, først og fremmest Tiger og Panther modellerne. I sammenligning kunne Panzerschreck-raketten gennembryde over 200 mm panser, hvilket var mere end nogen allieret kampvogn var udstyret med; men den betalte prisen for denne ekstra slagkraft ved at veje mere. Raketprojektilet vejede 3,3 kg. 
En direkte træffer var i reglen nok til at ødelægge enhver allieret kampvogn. Når de blev betjent af veltrænede grupper blev dette våben en stopklods for allierede pansrede enheder, som ofte forsøgte at få ekstra beskyttelse på deres kampvogne ved f.eks. at montere sandsække, tømmer, ekstra larvefødder osv. De fleste af disse improviserede foranstaltninger havde ikke større effekt.